# Gutenbrunn
Gutenbrunn je městys v Rakousku ve spolkové zemi Dolní Rakousy v okrese Zwettl. Žije v něm 529 obyvatel (podle sčítání z roku 2016).

## Poloha
Gutenbrunn se nachází v západní části spolkové země Dolní Rakousy. Leží asi 25 km jižně od Zwettlu. Jeho rozloha činí 27,36 km², z nichž 89,53 % je jich zalesněných.

### Členění
Území městyse Gutenbrunn se skládá ze dvou částí (v závorce uveden počet obyvatel k 1. 1. 2015):
- Gutenbrunn (455)
- Ulrichschlag (87)

## Správa
Starostka městyse Gutenbrunn je Adelheid Ebner. V patnáctičlenném zastupitelstvu je 12 členů SPÖ a 3 členové ÖVP.

## Galerie

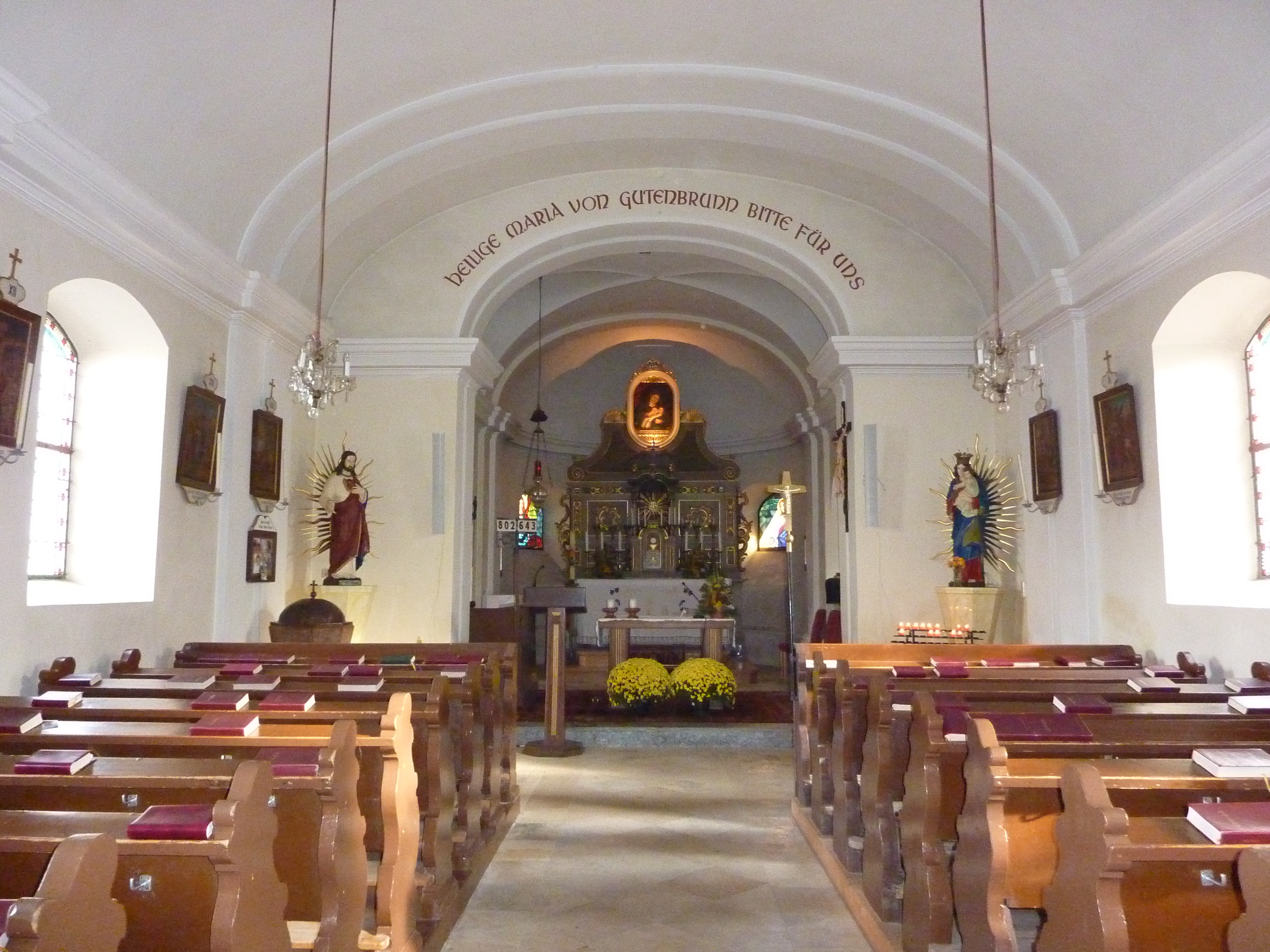
Farní kostel v Gutenbrunnu (interiér)
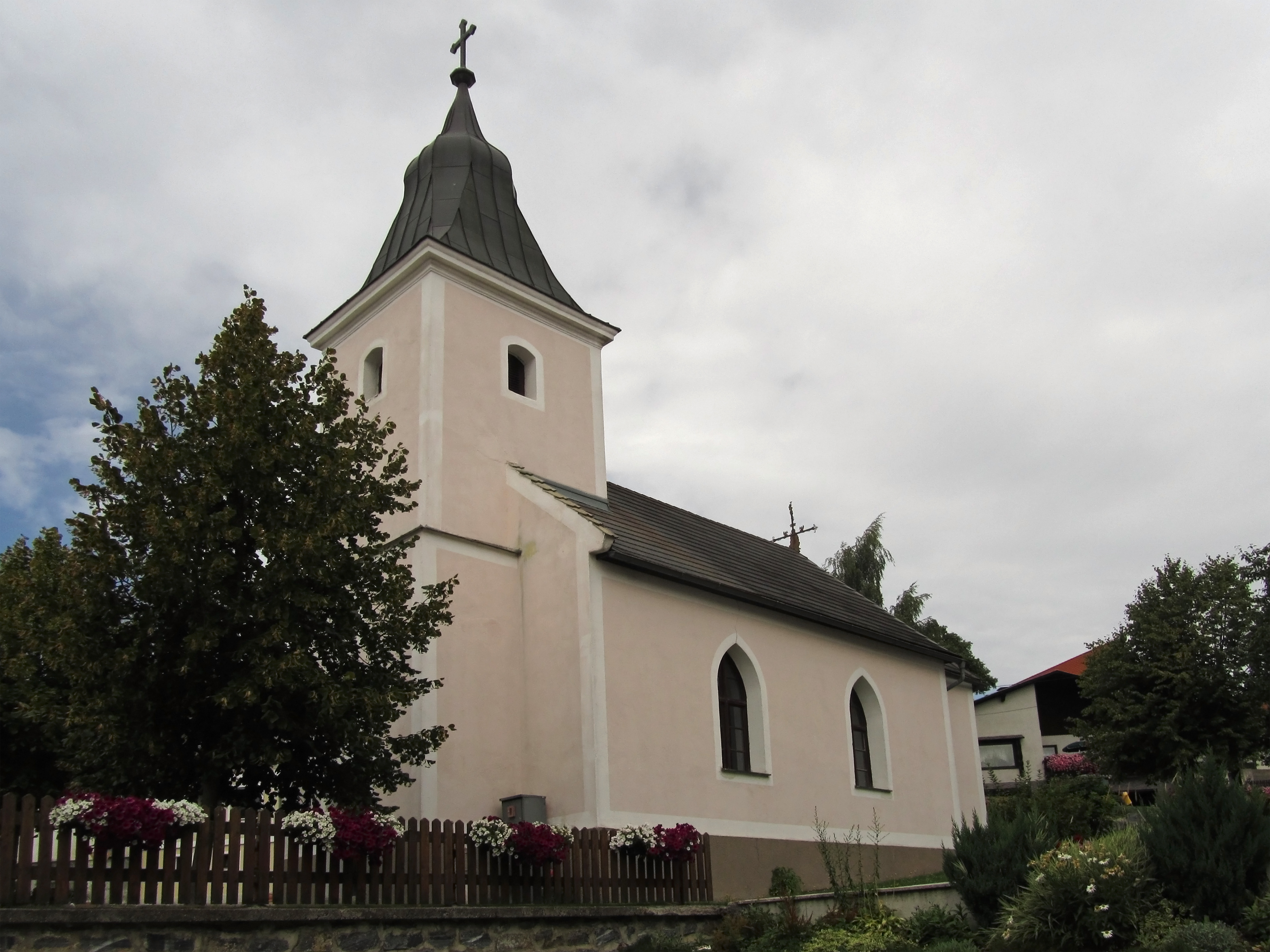
Místní kaplička v Ulrichschlagu
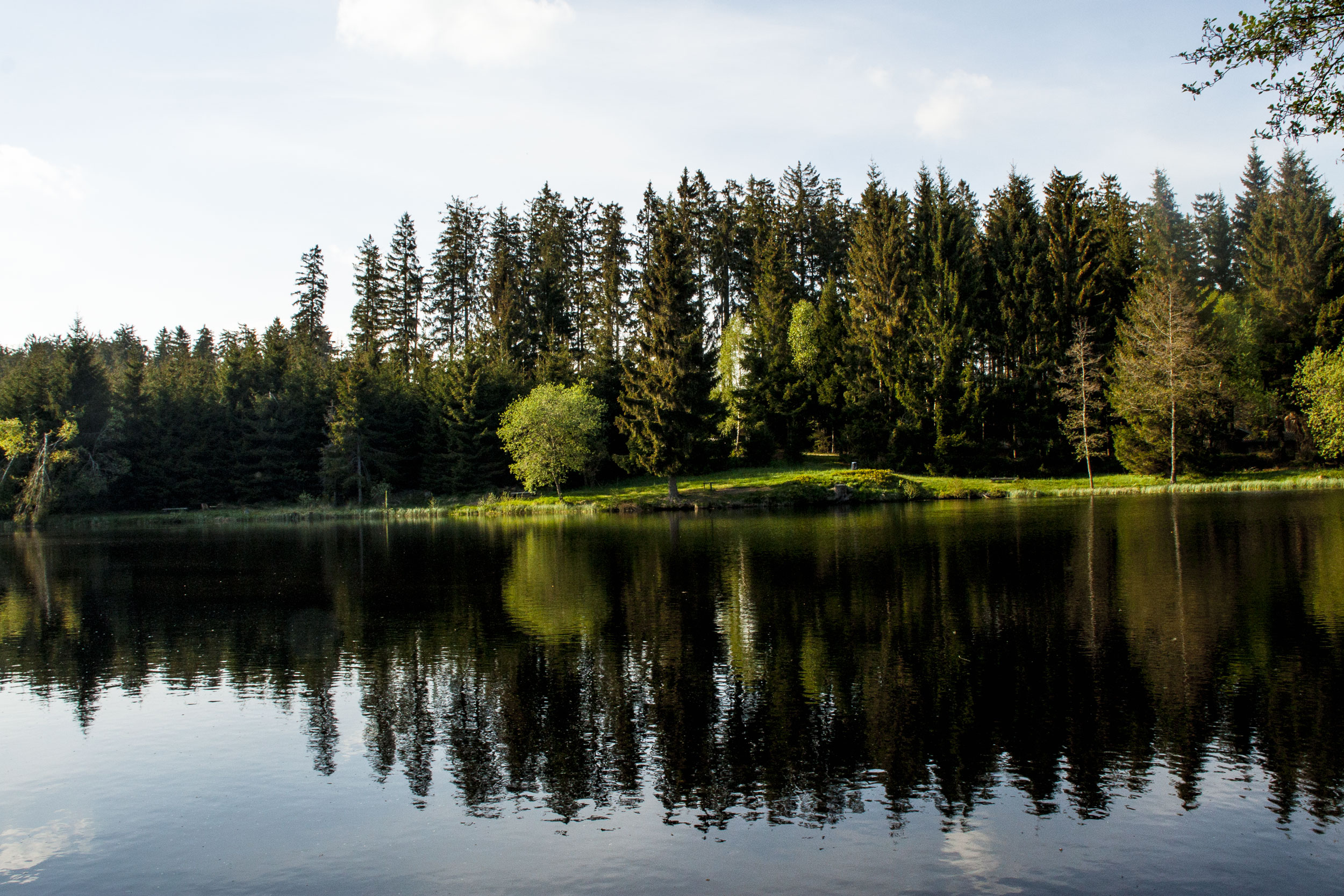
Rybník Hanslteich
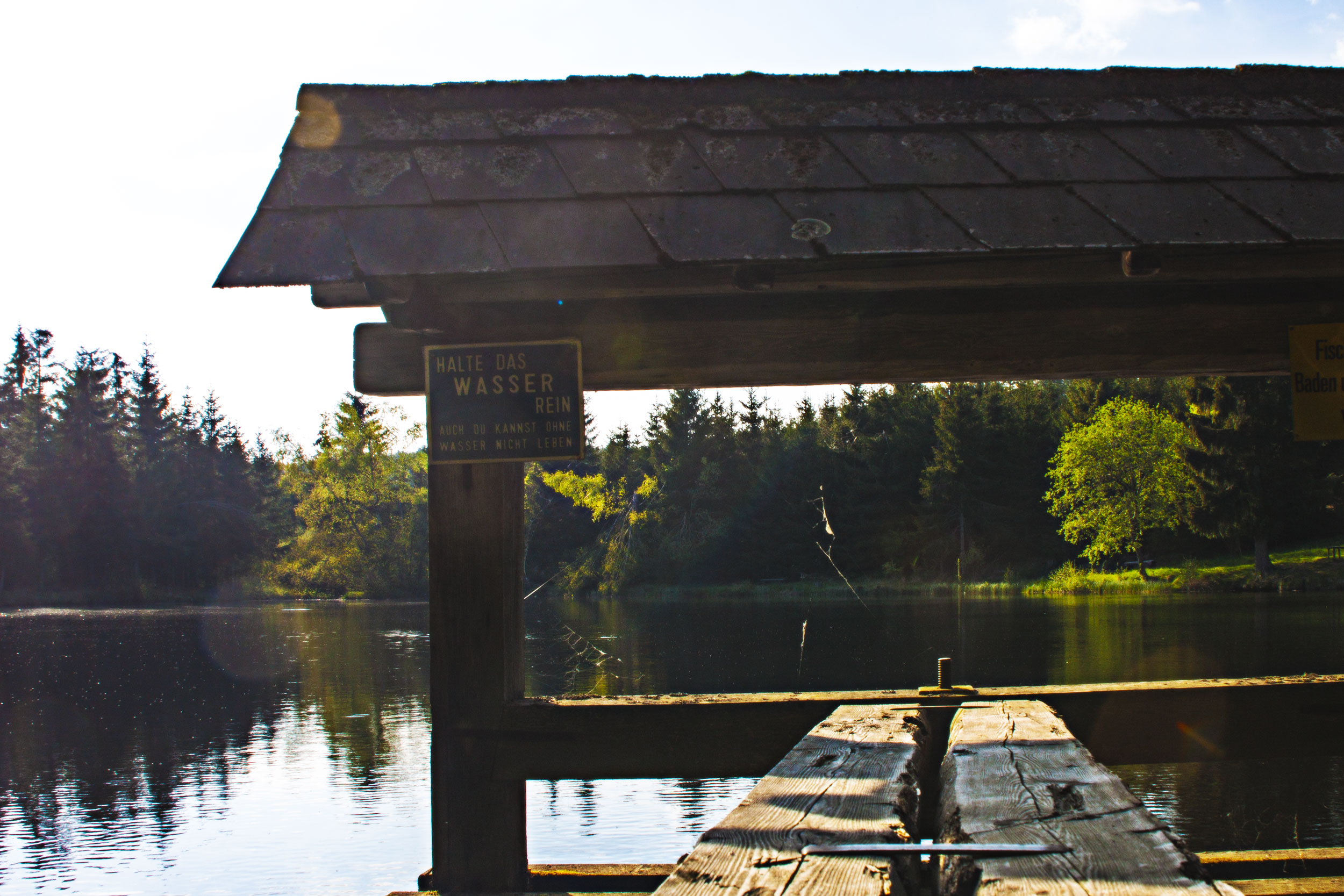
Rybník Hanslteich